# ماهيما تشاودري
ماهيما تشاودري هي عارضة وممثلة هندية، ولدت في 13 سبتمبر 1973 بدارجلينغ في الهند.

## أعمال

### أفلام
- (1997) بلد اجنبي
- (2000) نبض القلب

## وصلات خارجية
- ماهيما تشاودري على موقع IMDb (الإنجليزية)
- ماهيما تشاودري على موقع ألو سيني (الفرنسية)
- ماهيما تشاودري على موقع أول موفي (الإنجليزية)
- ماهيما تشاودري على موقع قاعدة بيانات الفيلم (الإنجليزية)
- ماهيما تشاودري على موقع كينوبويسك (الروسية)